# Bataille de Zaoyang-Yichang
Guerre sino-japonaise (1937-1945),
Seconde Guerre mondiale
Batailles
Seconde Guerre mondiale : batailles de la Guerre sino-japonaise
- Incident du pont Marco-Polo
- Shanghai
- Taiyuan
- Xinkou
- Pingxingguan
- Taierzhuang
- Xuzhou
- Nankin
  - bataille
  - massacre
- lac Khassan
- Wuhan
- Nanchang
- Khalkhin Gol
- Suixian-Zaoyang
- Changsha (1re)
- Guangxi
- Henan
- Zaoyang-Yichang
- Cent Régiments
- Shanggao
- Sud-Shanxi
- Changsha (2e)
- Pacification du Mandchoukouo
- Changsha (3e)
- Hubei
- Changde
- Ichi-Go
- Changsha (4e)
- Guilin-Liuzhou
- Reconquête chinoise

Guerre du Pacifique
Front d'Europe de l'ouest
Front d'Europe de l'est
Campagnes d'Afrique, du Moyen-Orient et de Méditerranée
Bataille de l'Atlantique
Théâtre américain
La bataille de Zaoyang-Yichang fut une offensive menée en 1940 par l'Armée impériale japonaise contre l'Armée nationale révolutionnaire chinoise, pendant la guerre sino-japonaise.
Les Japonais, ayant tout juste créé un gouvernement central chinois sur lequel ils comptaient pour donner une légitimité à leur occupation et stabiliser le pays, souhaitaient accélérer la fin du conflit. Ils décidèrent de déplacer la ligne de front le long du Yangtsé, afin d'atteindre Chongqing, où s'était réfugié le gouvernement de la République, et mettre un terme à la résistance du Kuomintang, qui tendait à s'éterniser. Cette opération nécessitait la prise de la ville de Yichang dans le Hubei, qui représentait un point stratégique, et dont les Japonais espéraient faire une base aérienne d'où des campagnes de bombardements pourraient être menées.
L'offensive se déroula en deux phases : la première, commençant début mai, vit l'avance de l'armée impériale sur Zaoyang, Suixian et Xiangyang, afin d'attirer les troupes nationalistes chinoises et de les prendre en tenaille. La seconde phase, qui débuta à la fin du mois de mai, impliquait une invasion du nord du Hubei - en évitant le Yangtsé, le long duquel les troupes chinoises étaient stationnées - pour atteindre Yichang. Les Japonais mobilisèrent pour l'occasion une division de l'Armée du Guandong, et accompagnèrent l'offensive d'une campagne de bombardements intensifs, augmentant nettement pour l'occasion leur présence aérienne en Chine, alors même que les Chinois venaient de perdre le soutien de l'Armée de l'Air soviétique.
Les troupes japonaises déployées dans la région de Zaoyang furent stoppées par les forces chinoises, entraînant l'échec partiel de la manœuvre. Les Japonais réussirent cependant à prendre Yichang. L'affrontement fut très dur pour les troupes nationalistes, qui en sortirent nettement affaiblies, et mises en difficulté sur le plan stratégique.
Le commandant en chef du 33e groupe d'armées chinoise, le général Zhang Zizhong fut tué au combat à Mont Chang près de Yicheng, dans la province du Hubei durant cette bataille.